# كونستانتين بافلوف
كونستانتين بافلوف (بالبلغارية: Константин Павлов) هو كاتب وكاتب سيناريو ومؤلف وشاعر بلغاري، ولد في 2 أبريل 1933، وتوفي في 28 سبتمبر 2008 في صوفيا في بلغاريا.

## وصلات خارجية
- كونستانتين بافلوف على موقع IMDb (الإنجليزية)
- كونستانتين بافلوف على موقع أول موفي (الإنجليزية)
- كونستانتين بافلوف على موقع قاعدة بيانات الفيلم (الإنجليزية)
- كونستانتين بافلوف على موقع كينوبويسك (الروسية)